# Policía Metropolitana de Caracas
La Policía Metropolitana de Caracas (PM) fue un órgano policial venezolano con competencia para cumplir sus funciones dentro del Área Metropolitana de Caracas. Creado formalmente el 21 de diciembre de 1969 estuvo vigente hasta el 5 de abril de 2011 cuando culminó el proceso de migración a la nueva Policía Nacional Bolivariana (PNB) adscrita al Ministerio del Poder Popular para Relaciones Interiores, Justicia y Paz. El último Director y Comandante General de la Policía Metropolitana fue el Comisario Jefe Carlos Meza.

## Historia
El Cuerpo Policial Metropolitano contaba con aproximadamente 8500 efectivos distribuidos en Agentes de Patrullas, de Vialidad, Seguridad Integral entre otras funciones. El uniforme de la PM era de color azul oscuro.
La sede principal de la PM se ubicaba en el Sector de Cotiza (Noroeste de la Capital). El Cuerpo Armado era dirigido desde la Comandancia General o Dirección General. Dentro de las Instalaciones de la PM se encontraba su Parque de Armas, la Unidad Canina, la Dirección de Orden Público, entre otros Departamentos Administrativos, la Dirección de Inteligencia y la Dirección Motorizada la unidad de la precisión se encontraban ubicadas en Mariperez. En el Instituto Universitario de la PM en El Junquito recibieron formación y entrenamiento policías de Venezuela, Panamá, República Dominicana y Haití, con una formación de cuatro años para ser graduados como Licenciados en Ciencias Policiales.
El mando de la PM tradicionalmente estuvo ligado al extinto Gobierno del Distrito Federal y luego a la Alcaldía Metropolitana de Caracas. Por los homicidios ocurridos en y alrededor de Puente Llaguno durante el golpe de estado del 11 de abril de 2002 fueron detenidos ocho funcionarios de la Policía Metropolitana, los comisarios Henry Vivas y Lázaro Forero y el entonces secretario de Seguridad de la Alcaldía Metropolitana de Caracas Iván Simonovis.  Posteriormente el mando fue transferido en 2008 al ejecutivo nacional acatando órdenes del Ministerio del Poder Popular para las Relaciones del Interior y Justicia, Ministerio del Poder Popular para la Defensa (Fuerza Armada), Ministerio Público (Físcalia General), Cuerpo de Investigaciones Científicas, Penales y Criminalísticas (CICPC).
La PM tenía comisarías o destacamentos ubicados en los distintos sectores de las Barriadas y Urbanizaciones de la Ciudad Capital. La jurisdicción de la PM englobaba los cinco municipios que conforman el área metropolitana de Caracas que son Libertador, Chacao, Baruta, Hatillo y Sucre (los últimos cuatro municipios pertenecen al Estado Miranda) y patrullaban otros sectores del mismo estado centro occidental.
En 41 años de historia la PM ejecutó 367 920 procedimientos, lo que considera un récord que aún no ha podido ser igualado por ninguna otra policía de orden público de grandes ciudades como Ciudad de México, Bogotá, Brasilia o Buenos Aires. En la década de 1990 y ante un incremento de la delincuencia en Caracas, la Policía Metropolitana creó los grupos «Pantanero» y «Fénix». Estas fueron unidades de reacción rápida motorizada que acudían a los delitos en desarrollo.

## Sucesos de Puente Llaguno

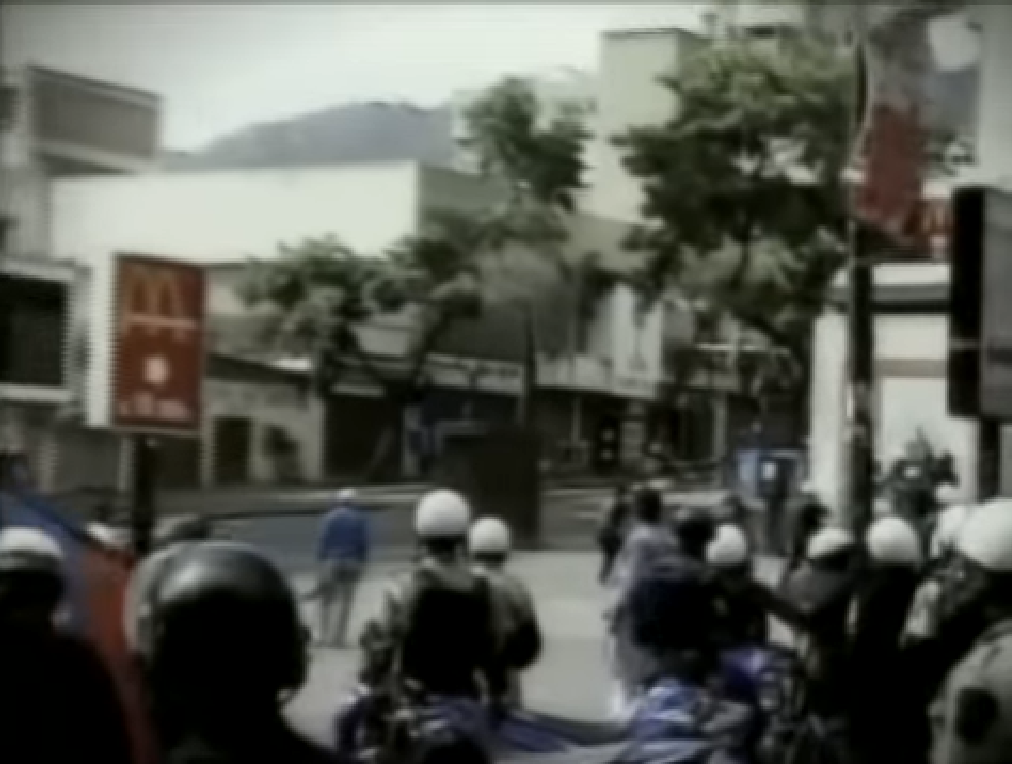
Actuación durante las protestas del 11 de abril de 2002.

Por los sucesos de Puente Llaguno ocurridos el 11 de abril de 2002 en las que murieron varias personas y otras cientos resultaron heridas, la Fiscalía General a solicitud de la Asociación de Víctimas del 11 de abril acusaron a diversos funcionarios de la Policía Metropolitana de Caracas, por los delitos de homicidio calificado consumado, homicidio calificado frustrado, lesiones gravísimas, lesiones graves, lesiones menos graves, lesiones leves, uso indebido de arma de fuego y de guerra.
Iniciándose un juicio que duro varios años, y en el que se realizaron 230 audiencias, se presentaron 265 experticias, 5 700 fotos y 20 videos, además declararon 198 testigos y 48 expertos, El 3 de abril de 2009 La jueza 4to de juicio del estado Aragua, Marjorie Calderón, junto a tres escabinos, dictó sentencia:
- Condenando a 30 años de prisión a los comisarios Henry Vivas, Lázaro Forero, al exsecretario de seguridad ciudadana de la Alcaldía Mayor Iván Simonovis,[3] y a los funcionarios Erasmo Bolívar, Julio Ramón Rodríguez y Luis Enrique Molina.
- A 17 años y 10 meses de prisión al funcionario policial Cabo Primero Arube Salazar.[3]
- A 16 años de prisión al funcionario policial Marcos Hurtado.[3]
- Liberando al funcionario policial Rafael Neazoa López a quien se le absolvió de todas las acusaciones.[3]
- Condenando a 3 años a Ramón Zapata que fue liberado puesto que ya tenía 5 años detenido, por lo que ya había cumplido su condena.[3]

En este juicio se acusó a los PM de asesinar a los ciudadanos Rudi Urbano, Josefina Rengifo, Erasmo Sánchez en las inmediaciones de Puente Llaguno, en la avenida Baralt de Caracas (en las cercanías del Palacio de Miraflores), así como de ocasionar lesiones a 29 personas el 11 de abril de 2002.
El 16 de abril de 2012, el exmagistrado del Tribunal Supremo de Justicia de Venezuela Eladio Aponte Aponte escribe una carta en San José de Costa Rica, en la que confiesa haber recibido órdenes y presiones del presidente Hugo Chávez para condenar sin derecho al jefe de la seguridad ciudadana de la Alcaldía Mayor de Caracas Iván Simonovis y a los comisarios de la Policía Metropolitana Henry Vivas y Lázaro Forero, aplicando la pena máxima por los sucesos de abril de 2002. La carta sería divulgada en septiembre. El 16 de Noviembre de 2002 el Ministerio de Interior y Justicia intervino la Policía Metropolitana, justificandose en la supuesta incompetencia del alcalde Alfredo Peña.